# Hidden & Dangerous 2
Hidden & Dangerous 2 – taktyczna komputerowa gra akcji w realiach II wojny światowej, wyprodukowana przez Illusion Softworks i wydana w 2003 przez Gathering of Developers. Jej premiera na świecie odbyła się 21 października 2003, w Polsce zaś 18 maja 2004. Polską lokalizacją zajęła się Cenega. Jest to kontynuacja gry Hidden & Dangerous i druga część tej serii. Gra oferuje rozgrywkę zarówno w trybie jedno-, jak i wieloosobowym.
Do gry ukazał się w 2004 dodatek Hidden & Dangerous 2: Sabre Squadron, rozszerzający rozgrywkę o 9 nowych misji. Wprowadził on także nowe mapy do trybu wieloosobowego, tryb kooperacji i kilka dodatkowych rodzajów broni.

## Fabuła
Gracz ponownie kieruje drużyną żołnierzy SAS, z którą wykonuje zadania bojowe na tyłach wroga oraz na linii frontu. Gra zawiera 23 misje podzielone na siedem kampanii rozgrywających się w różnych teatrach działań wojennych.
Gra rozpoczyna się misją szkoleniową, podczas której jeden z członków drużyny przechodzi podstawowe szkolenie w obozie SAS w Anglii jesienią 1940 roku. Misja treningowa jest nieobligatoryjna i można ją pominąć w dowolnym momencie.
Na swoją pierwszą misję bojową oddział komandosów zostaje wysłany do okupowanej Norwegii. W kampanii luźno nawiązującej do pierwszego rajdu na Lofoty w marcu 1941 roku drużyna otrzymuje zadanie wysadzenia podziemnego kompleksu, w którym trwają badania nad nową, zaawansowaną technologicznie bronią. Nocą oddział ląduje na spadochronach i nawiązuje kontakt z członkiem norweskiego ruchu oporu, Sygurdem. Prowadzeni przez przewodnika, żołnierze wkraczają na teren niemieckiej bazy. Następnie jeden członek drużyny, uzbrojony w wytłumioną broń i ładunki wybuchowe, schodzi do podziemi, gdzie zbiera materiały wywiadowcze, po czym wysadza cały kompleks. Rankiem drużyna broni się w bazie przed zaalarmowanymi wybuchem Niemcami, odbiera od Sygurda zestrzelonego alianckiego pilota, po czym ewakuuje się brytyjską łodzią patrolową z pobliskiego portu. Przed powrotem do Wielkiej Brytanii, na podstawie zdobytych w niemieckiej bazie informacji, komandosi decydują się na jeszcze jedną misję, polegającą na zdobyciu U-Boota cumującego przy prowizorycznej przystani na lodowcu w norweskiej Arktyce.
W drugiej kampanii, rozgrywającej się w 1942 roku, oddział zostaje wysłany do Afryki Północnej z zadaniem pojmania adiutanta Rommla, oficera Luftwaffe o nazwisku Schumann. Wyposażeni w samochód Willys MB uzbrojony w karabin maszynowy, komandosi atakują niemiecko-włoskie lotnisko polowe, na którym ma przeprowadzić inspekcję Schumann (patrz: rajd na lotnisko Sidi Haneish). Drużyna zdobywa obiekt i niszczy samoloty Macchi MC.200 oraz Junkers Ju 87, ale od pojmanego włoskiego oficera dowiaduje się, że Schumann odleciał przed ich przybyciem. Ze znalezionych dokumentów żołnierze dowiadują się ponadto, że poszukiwany oficer przebywa teraz na innym lotnisku. W kolejnej misji oddział przemieszcza się pojazdem przez pustynię, unikając ataków wrogiego lotnictwa oraz przebijając się przez zasadzki nieprzyjacielskiej piechoty. Tak żołnierze docierają do fortu, który otrzymują rozkaz zdobyć, aby oczyścić drogę dla głównych sił alianckich. Komandosi zdobywają obiekt za dnia, a następnie bronią go w nocy przed atakami niemieckiej piechoty i czołgów. Następnie zdobyczną ciężarówką drużyna przemieszcza się do drugiego lotniska, na którym bierze do niewoli Schumanna i ucieka z nim samolotem Junkers Ju 88. W ostatniej misji kampanii jeden z członków oddziału przy pomocy pokładowego karabinu maszynowego odpiera ataki niemieckich myśliwców.
Trzecia kampania w grze zawiera tylko jedną misję. W 1943 roku komandosi dokonują sabotażu na niemieckim pancerniku „Tirpitz”, cumującym w norweskim fjordzie u wybrzeży Morza Północnego. 
Wiosną 1944 roku oddział zostaje wysłany na front dalekowschodni do birmańskiej dżungli. Komandosi niszczą polową bazę zaopatrzenia Japończyków. Wycofując się, trafiają na oddział wojsk alianckich toczący ciężkie walki na froncie. Żołnierze sił specjalnych decydują się pomóc kolegom z piechoty i wspólnie z nimi zdobywają strategicznie położone wzgórze najeżone japońskimi bunkrami.
Wkrótce po tym drużyna zostaje skierowana do Alp niemieckich z zadaniem wykradzenia ściśle tajnych dokumentów ukrytych w starym zamku. Oddział zbliża się do obiektu, pokonując niemieckie straże. Następnie jeden członek oddziału, przebrany w niemiecki mundur, przedostaje się ciężarówką do zamku, gdzie nawiązuje kontakt z pracującą dla brytyjskiego wywiadu agentką Elizabeth Salter. Odnajduje poszukiwane dokumenty we wskazanym przez nią miejscu, a następnie razem z Salter ucieka z zamku.
Tuż przed lądowaniem wojsk alianckich w Normandii oddział komandosów unieszkodliwia zagrażającą flocie desantowej niemiecką artylerię oraz latarnię morską na wyspie u wybrzeży Francji. Następnie drużyna zostaje skierowana bezpośrednio na front, gdzie przebija się do wojsk sojuszniczych okrążonych przez Niemców we francuskim miasteczku i broni się wspólnie z nimi do nadejścia posiłków.
Ostatnia kampania rozgrywa się tuż przed zakończeniem wojny, w maju 1945 roku w Czechosłowacji. Oddział zostaje wysłany z zadaniem odebrania od miejscowego ruchu oporu dokumentów na temat niemieckiej tajnej broni. Komandosi próbują nawiązać kontakt z członkiem czechosłowackiego ruchu oporu, Třebickim, jednak przybywają w momencie, gdy ten jest już przesłuchiwany w katowni gestapo i kona na ich rękach tuż po uwolnieniu. Przed śmiercią Třebicki wyjawia jednak, że dokumenty zabrał niemiecki oficer Günter von Freiberg, który będzie przemieszczać się pociągiem. Drużyna atakuje pociąg, przejmuje dokumenty i bierze do niewoli von Freiberga, którego następnie przekazuje żołnierzom amerykańskiej 3 Armii operującej w zachodniej części Czechosłowacji. Ci przekazują komandosom kolejne zadanie od ich dowództwa, polegające na powstrzymaniu prób ucieczki niemieckich maruderów z zagrabionymi w Czechosłowacji dobrami do Niemiec. Oddział zajmuje czeskie miasteczko, przez które ma przechodzić szlak transportowy, a następnie niszczy nieprzyjacielski konwój, udaremniając zamiary nieprzyjaciela. W ostatniej misji w grze drużyna dostaje zadanie zabicia oficera SS, planującego tworzenie powojennej niemieckiej partyzantki i zdobycie dokumentów na ten temat. Oficer ukrywa się w starym, czechosłowackim bunkrze granicznym, który komandosi zdobywają po ciężkiej walce i likwidują wszystkich nieprzyjaciół. Wtedy na teren przybywa oddział Armii Czerwonej, którego dowódca domaga się oddania dokumentów znalezionych przy oficerze SS. Komandosi odmawiają, po czym dochodzi do bratobójczej walki, w której giną wszyscy żołnierze sowieccy, a drużyna gracza ewakuuje się w bezpieczne miejsce.

## Hidden & Dangerous 2: Sabre Squadron
Wydany w 2004 roku dodatek do gry pt. Hidden & Dangerous 2: Sabre Squadron oferuje dodatkowych 9 misji w trzech kampaniach.
Pierwsza kampania, zawierająca tylko jedną misję, przedstawia akcję oddziału w niemieckiej bazie U-Bootów. Komandosi wysadzają dwie łodzie podwodne i nakierowują alianckie bombowce do ataku na bazę. W drugiej kampanii, rozgrywającej się w Afryce Północnej, drużyna ratuje pojmanych przez Niemców lotników z zestrzelonego bombowca B-24 Liberator i przekazuje ich oddziałowi Long Range Desert Group, następnie przemieszcza się przez kanion, by dotrzeć do miejsca katastrofy, a tam niszczy wrak samolotu i odnajduje wykonane przez lotników zdjęcia niemieckich pozycji. Trzecia kampania przenosi gracza na Sycylię, gdzie oddział najpierw niszczy włoskie stanowiska obronne na wybrzeżu przed aliancką inwazją, a następnie pomaga alianckim wojskom lądowym utrzymać strategicznie ważny most w głębi wyspy. Czwarta i ostatnia kampania, rozgrywająca się w okupowanej Francji, przedstawia historię fikcyjnej operacji przeciwko niemieckiej bazie zaopatrzenia. Drużyna nie odnajduje oddziałów sojuszniczych w strefie zrzutu, lecz samodzielnie niszczy bazę, po czym dowiaduje się od żołnierza francuskiego ruchu oporu, że z powodu zdrady wszyscy pozostali uczestnicy misji zostali aresztowani lub zabici. Komandosi przeprowadzają spontaniczną akcję likwidacji oficera gestapo i aresztowania francuskiego kolaboranta odpowiedzialnego za ujawnienie planów misji. W ostatnim etapie drużyna gracza odbija pojmanych żołnierzy SAS i niszczy jeszcze jedną niemiecką bazę.

## Rozgrywka
Hidden & Dangerous 2 oferuje możliwość gry zarówno w trybie trzecioosobowym, jak i pierwszoosobowym, pomiędzy którymi można przełączać się za pomocą skrótu klawiszowego.
Podobnie jak w pierwszej części serii, na początku fabuły gracz wybiera członków swojego oddziału, mając do dyspozycji krótki życiorys, zdjęcie oraz statystyki umiejętności każdego kandydata. Drużyna można liczyć maksymalnie czterech żołnierzy, pomiędzy którymi gracz może przełączać się w dowolnym momencie. W przypadku śmierci jednego z komandosów, po zakończeniu trwającej kampanii istnieje możliwość zrekrutowania nowego członka oddziału. Przed każdą kampanią gracz dobiera broń i wyposażenie dla każdego żołnierza. Ekwipunek podzielony został na dwie części: ekwipunek osobisty żołnierza oraz duży plecak, z którego można przerzucać poszczególne elementy zarówno podczas odprawy przed misją, jak i w czasie akcji. Po każdej misji członkowie oddziału zdobywają punkty doświadczenia, rozwijające ich umiejętności, a także medale i awanse. Przed każdą misją wyświetlana jest odprawa, podsumowująca postawione przed oddziałem zadania i prezentująca graficzne wyobrażenie przyszłego pola bitwy. 
Gra oferuje szeroki arsenał broni historycznej z epoki, od noży i pistoletów, przez pistolety maszynowe i karabiny wyborowe, po ręczne karabiny maszynowe oraz granatniki przeciwpancerne. Dostępna jest zarówno broń aliancka (brytyjska, amerykańska i czechosłowacka), jak też arsenał nieprzyjaciela (produkcji niemieckiej, włoskiej, japońskiej i sowieckiej). Ponadto do dyspozycji gracza oddano wiele innych elementów wyposażenia wojskowego, takich jak ładunki wybuchowe, apteczki, kompas, lornetkę itd.
Zarówno w trybie jedno-, jak i wieloosobowym można kierować pojazdami (samochodami, czołgami, motocyklami itd.) i obsługiwać ich uzbrojenie. Charakterystyczną cechą gry jest możliwość pojmania przeciwnika i odebrania mu munduru, co stwarza alternatywne sposoby przejścia misji.

## Odbiór
Według agregatora recenzji Metacritic Hidden & Dangerous 2 zebrało „ogólnie pozytywne recenzje”.
Kristan Reed z portalu Eurogamer stwierdził, że gra „kontynuuje wszystko, co było dobre w oryginale, poprawia każdy element, który wcześniej niedomagał, z powodzeniem dodaje nowe funkcje i zapewnia wszechstronną rozgrywkę”. Recenzenci „GamesTM” napisali, że „drobne wady gry należy zestawić z samą jakością i ilością rozgrywki oferowaną w grze”. Rafał Liberatore z „Computer Gaming World” ocenił, że Hidden and Dangerous 2 to „naprawdę dobra gra”, ale poskarżył się także na „wątpliwą tradycję błędów” i skrytykował „te same irytujące bugi i problematyczne AI jak w oryginale”. Ekipa czasopisma „Edge” nazwała produkcję czeskiego studia „jedną z najlepszych gier o II wojnie światowej w ostatnim czasie. Hidden & Dangerous 2 potrafi odwrócić twoją uwagę od błędów, które pogrążyłyby słabszą grę, ze względu na swoją ambitność i skalę”. IGN stwierdził, że Hidden & Dangerous 2 to „świetna gra, której potencjał kryje się gdzieś pod tymi wszystkimi wątpliwymi decyzjami projektowymi”. Shawn Sanders z Game Revolution skrytykował poziom trudności, sztuczną inteligencję i sterowanie, ale ogólnie pochwalił grę, konkludując, że „atmosfera, grafika, zakres, wszechstronność i ostatecznie przyjemna rozgrywka pozwalają trzymać złe elementy pod kontrolą”. Joel Durham Jr. z GameSpy nazwał granie w Hidden & Dangerous 2 „fascynującym doświadczeniem II wojny światowej”. Z koeli Scott Osborne z GameSpot nazwał tę produkcję „frustrującą w rozgrywce”, lecz stwierdził, że „pomiędzy głównymi błędami, uciążliwym sterowaniem, wątpliwą sztuczną inteligencją i innymi wadami kryje się niewątpliwie cudowna gra”. Funky Zealot z miesięcznika „GamePro” również skrytykował sztuczną inteligencję, dochodząc jednak do ogólnej konkluzji, że „jeśli lubisz strzelanki taktyczne, Hidden & Dangerous 2 powinno znaleźć się w twojej kolekcji”.
Do sierpnia 2004 roku gra sprzedała się w ponad milionie egzemplarzy.